# Skale Tracker
Skale Tracker är ett trackerprogram för att skapa musik, skrivet av pseudonymen baktery (Ruben Ramos Salvador). Programmet finns för Microsoft Windows och GNU/Linux. Det är baserat på Fast Tracker 2:s utformning och kallades också ursprungligen för Fast Tracker 3.
Skale Tracker är gratis, men har inte öppen källkod.